# El Burgo Ranero
El Burgo Ranero é um município da Espanha na província de León, comunidade autónoma de Castela e Leão, de área 98,28 km² com população de 894 habitantes (2004) e densidade populacional de 9,10 hab/km².

## Demografia
| Variação demográfica do município entre 1991 e 2004 | Variação demográfica do município entre 1991 e 2004 | Variação demográfica do município entre 1991 e 2004 | Variação demográfica do município entre 1991 e 2004 |
| --------------------------------------------------- | --------------------------------------------------- | --------------------------------------------------- | --------------------------------------------------- |
| 1991                                                | 1996                                                | 2001                                                | 2004                                                |
| 1127                                                | 1002                                                | 920                                                 | 894                                                 |